# Diga di Hacıhıdır
La diga di Hacıhıdır è una diga della Turchia nel distretto di Hilvan nella provincia di Şanlıurfa. Il fiume di Hacıhıdır (Hacıhıdır Çayı o Şehir Çayı) si getta nel lago della Diga Atatürk a una quindicina di chilometri a valle della diga di Hacıhıdır.